# Cryptocephalus biondii
Cryptocephalus biondii – gatunek chrząszcza z rodziny stonkowatych i podrodziny Cryptocephalinae.
Gatunek ten został opisany w 1998 roku przez Davide Sassiego i Renato Regalina.
Występuje wyłącznie na Korsyce i Sardynii.